# ميخائيل ألين (صحفي)
ميخائيل ألين (بالإنجليزية: Michael Allen)‏ هو صحفي أمريكي، ولد في 21 يونيو 1964 في الولايات المتحدة.

## وصلات خارجية
- ميخائيل ألين على موقع إن إن دي بي (الإنجليزية)